# William FitzAlan, XVIII conte di Arundel
William FitzAlan (Arundel, 1476 – 23 gennaio 1544) è stato un nobile inglese.

## Biografia

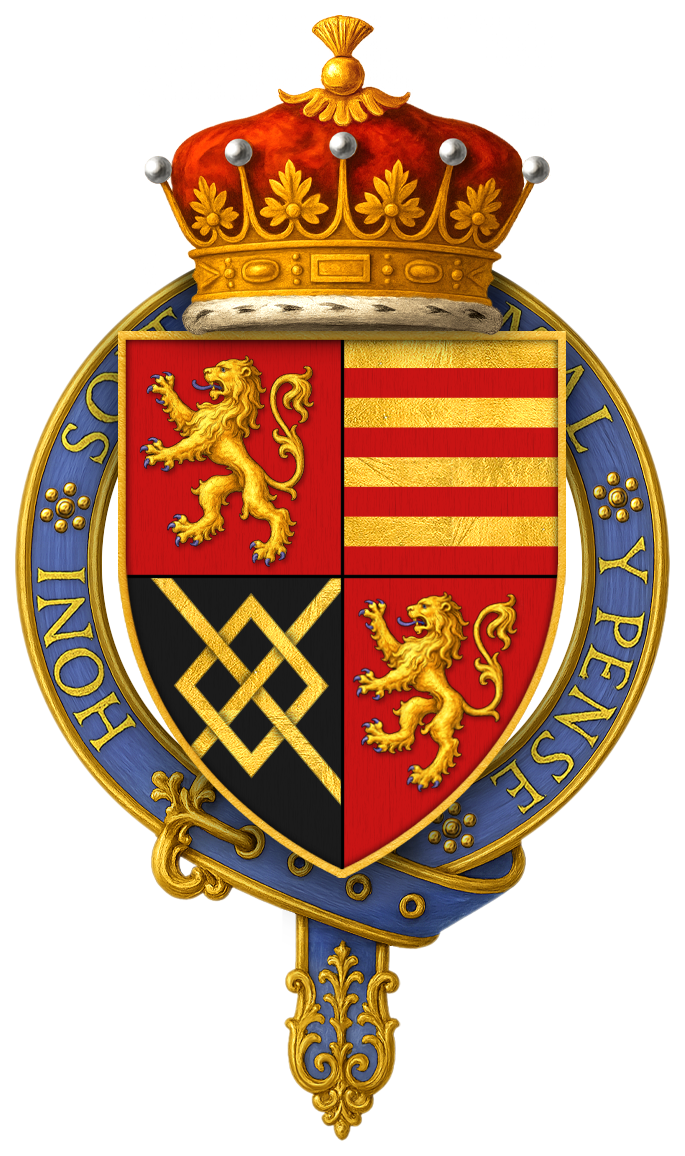
Stemma di Sir William FitzAlan, XVIII conte di Arundel

Era figlio di Thomas FitzAlan, XVII conte di Arundel e Margaret Woodville.
Il 15 febbraio 1510 sposò Lady Anne Percy, figlia di Henry Percy, IV conte di Northumberland. Dall'unione nacque un figlio destinato a succedere al padre:
- Henry (23 aprile 1512 – 24 febbraio 1580).

Dapprima avente il titolo di barone Maltravers, successe al padre nel 1524 divenendo il diciottesimo conte di Arundel. Nel 1526 divenne inoltre Lord Ciambellano. Nel 1525 fu creato cavaliere dell'ordine della giarrettiera, dopo aver ricevuto nel 1489 l'investire a cavaliere dell'ordine del bagno.
FitzAlan ebbe l'onore di sorreggere lo Scettro con la colomba all'incoronazione di Anna Bolena nel 1533. Tre anni dopo invece fu parte al processo contro la regina che l'avrebbe condannata a morte.
Durante la dissoluzione dei monasteri, acquisì un esteso territorio nel Sussex, incluso Michelham Priory.
Morì nel 1544 e venne sepolto nel castello di Arundel.

## Ascendenza
|                                          |                   |                                             | Genitori                                               |  |  | Nonni |  |  | Bisnonni                             |  |  | Trisnonni                        |  |
|                                          |                   |                                             |                                                        |  |  |       |  |  | John FitzAlan, XIII conte di Arundel |  |  | John FitzAlan, II barone Arundel |  |
|                                          |                   |                                             |                                                        |  |  |       |  |  | John FitzAlan, XIII conte di Arundel |  |  | John FitzAlan, II barone Arundel |  |
|                                          |                   | Elizabeth le Despenser                      |                                                        |  |  |       |  |  | John FitzAlan, XIII conte di Arundel |  |  |                                  |  |
| William FitzAlan, XVI conte di Arundel   |                   |                                             |                                                        |  |  |       |  |  | John FitzAlan, XIII conte di Arundel |  |  |                                  |  |
|                                          |                   | Eleanor Berkeley                            | John Berkeley                                          |  |  |       |  |  |                                      |  |  |                                  |  |
|                                          |                   | Eleanor Berkeley                            | John Berkeley                                          |  |  |       |  |  |                                      |  |  |                                  |  |
|                                          |                   | Eleanor Berkeley                            | Elizabeth Betteshorne                                  |  |  |       |  |  |                                      |  |  |                                  |  |
| Thomas FitzAlan, XVII conte di Arundel   |                   | Eleanor Berkeley                            |                                                        |  |  |       |  |  |                                      |  |  |                                  |  |
|                                          |                   | Richard Neville, V conte di Salisbury       | Ralph Neville, I conte di Westmorland                  |  |  |       |  |  |                                      |  |  |                                  |  |
|                                          |                   | Richard Neville, V conte di Salisbury       | Ralph Neville, I conte di Westmorland                  |  |  |       |  |  |                                      |  |  |                                  |  |
|                                          |                   | Richard Neville, V conte di Salisbury       | Joan Beaufort                                          |  |  |       |  |  |                                      |  |  |                                  |  |
| Joan Neville                             |                   | Richard Neville, V conte di Salisbury       |                                                        |  |  |       |  |  |                                      |  |  |                                  |  |
|                                          |                   | Alice Montacute                             | Thomas Montacute, IV conte di Salisbury                |  |  |       |  |  |                                      |  |  |                                  |  |
|                                          |                   | Alice Montacute                             | Thomas Montacute, IV conte di Salisbury                |  |  |       |  |  |                                      |  |  |                                  |  |
|                                          |                   | Alice Montacute                             | Eleanor Holland                                        |  |  |       |  |  |                                      |  |  |                                  |  |
| William FitzAlan, XVIII conte di Arundel |                   | Alice Montacute                             |                                                        |  |  |       |  |  |                                      |  |  |                                  |  |
|                                          | Richard Wydeville | John Wydeville                              |                                                        |  |  |       |  |  |                                      |  |  |                                  |  |
|                                          | Richard Wydeville | John Wydeville                              |                                                        |  |  |       |  |  |                                      |  |  |                                  |  |
|                                          | Richard Wydeville | Isabel Godard                               |                                                        |  |  |       |  |  |                                      |  |  |                                  |  |
| Richard Woodville, I conte di Rivers     | Richard Wydeville |                                             |                                                        |  |  |       |  |  |                                      |  |  |                                  |  |
|                                          |                   | Joan Bedlisgate                             | John Bedlisgate                                        |  |  |       |  |  |                                      |  |  |                                  |  |
|                                          |                   | Joan Bedlisgate                             | John Bedlisgate                                        |  |  |       |  |  |                                      |  |  |                                  |  |
|                                          |                   | Joan Bedlisgate                             | Joan Beauchamp                                         |  |  |       |  |  |                                      |  |  |                                  |  |
| Margaret Woodville                       |                   | Joan Bedlisgate                             |                                                        |  |  |       |  |  |                                      |  |  |                                  |  |
|                                          |                   | Pierre I di Lussemburgo, conte di Saint-Pol | Jean di Lussemburgo, conte di Saint-Pol                |  |  |       |  |  |                                      |  |  |                                  |  |
|                                          |                   | Pierre I di Lussemburgo, conte di Saint-Pol | Jean di Lussemburgo, conte di Saint-Pol                |  |  |       |  |  |                                      |  |  |                                  |  |
|                                          |                   | Pierre I di Lussemburgo, conte di Saint-Pol | Marguerite d'Enghien, contessa di Brienne e Conversano |  |  |       |  |  |                                      |  |  |                                  |  |
| Jacquette di Lussemburgo-Saint-Pol       |                   | Pierre I di Lussemburgo, conte di Saint-Pol |                                                        |  |  |       |  |  |                                      |  |  |                                  |  |
|                                          |                   | Margherita del Balzo                        | Francesco I del Balzo, duca d'Andria                   |  |  |       |  |  |                                      |  |  |                                  |  |
|                                          |                   | Margherita del Balzo                        | Francesco I del Balzo, duca d'Andria                   |  |  |       |  |  |                                      |  |  |                                  |  |
|                                          |                   | Margherita del Balzo                        | Sveva Orsini                                           |  |  |       |  |  |                                      |  |  |                                  |  |
|                                          |                   | Margherita del Balzo                        |                                                        |  |  |       |  |  |                                      |  |  |                                  |  |